# Maye Musk
Maye Musk z domu Haldeman (ur. 19 kwietnia 1948 w Reginie) – kanadyjsko-południowoafrykańska modelka i dietetyczka. Pracowała jako modelka przez pięćdziesiąt lat, pojawiła się na okładkach różnych magazynów m.in.: Time i Vogue. Jest matką biznesmenów Elona Muska i Kimbala Muska oraz reżyserki Toski Musk.

## Życiorys

### Wczesne życie i kariera
Maye Haldeman urodziła się 19 kwietnia 1948 w Reginie w kanadyjskiej prowincji Saskatchewan jako bliźnię oraz jedno z piątki dzieci w rodzinie pochodzenia brytyjskiego i szwajcarskiego. W 1950 jej rodzina przeprowadziła się do Pretorii w Południowej Afryce. Rodzice Maye, Winnifred Josephine „Wyn” (Fletcher) oraz urodzony w amerykańskim stanie Minnesota i dorastający w Kanadzie dr Joshua Norman Haldeman, były przewodniczący Ruchu Technokratycznego oraz chiropraktyk i archeolog amator byli żądni przygód i w 1952 okrążyli z rodziną świat śmigłowcem. Przez ponad dziesięć lat rodzina spędzała czas przemierzając pustynię Kalahari w poszukiwaniu legendarnego Zaginionego Miasta Kalahari. Musk powiedziała: „Moi rodzice byli bardzo sławni, ale nigdy nie byli snobami”.
Jako młoda kobieta była finalistką Miss South Africa 1969. W 1970 wyszła za Errola Muska, południowoafrykańskiego inżyniera, którego poznała w szkole średniej. Razem mieli troje dzieci: Elona, Kimbala i Toscę. Elona nazwała na cześć swojego amerykańskiego dziadka, Johna Elona Haldemana, który urodził się w stanie Illinois. Maye uzyskała tytuł magistra dietetyki na Uniwersytecie Wolnego Państwa Orange w Południowej Afryce. Później uzyskała tytuł magistra nauk o żywieniu na Uniwersytecie w Toronto.
W 1980 rozwiodła się z Errolem Muskiem. Dwa lata później Elon zdecydował się zamieszkać z ojcem. Kimbal dołączył do brata i ojca cztery lata później. Po ukończeniu szkoły średniej Elon przeprowadził się do Kanady w 1989, a sześć miesięcy później Maye przeprowadziła się do Kanady razem z Toscą. Biegle włada językiem angielskim i afrikaans.
Posiada obywatelstwo kanadyjskie, amerykańskie i południowoafrykańskie.

### Późniejsze życie
Swoją karierę w modelingu kontynuowała w Kanadzie i Stanach Zjednoczonych. Pojawiła się na pudełkach płatków Special K, reklamach firmy Revlon oraz w teledysku Beyoncé. Pojawiła się nago na okładce zdrowotnego wydania magazynu Time, a także na okładce magazynu New York w 2011 roku ze sztucznym brzuchem ciążowym. W 2012 pojawiła się na okładce Elle Canada, a także zagrała w kampaniach reklamowych dla Target i Virgin America. We wrześniu 2017, w wieku sześćdziesięciu dziewięciu lat, została najstarszą rzeczniczką CoverGirl. W 2022 roku, w wieku 74 lat, została jak dotąd najstarszą modelką kostiumów kąpielowych magazynu Sports Illustrated, która pojawiła się na okładce corocznego wydania.
Poza modelingiem prowadzi biznes dietetyczny i udziela prezentacji na całym świecie.
W 2019 wydała książkę zatytułowaną A Woman Makes a Plan: Advice for a Lifetime of Adventure, Beauty, and Success.
W 2021 była jedną z gości na weselu Lady Kitty Spencer, bratanicy księżnej Diany.
8 maja 2021 razem z synem pojawiła się w programie Saturday Night Live.